# نیژنیه مامبتشینو
نیژنیه مامبتشینو (انگلیسی: Nizhneye Mambetshino) یک شهرک در شهرستان زیانچورینسکی استان باشقیرستان کشور روسیه است.